# Hl. Engel (Peine)

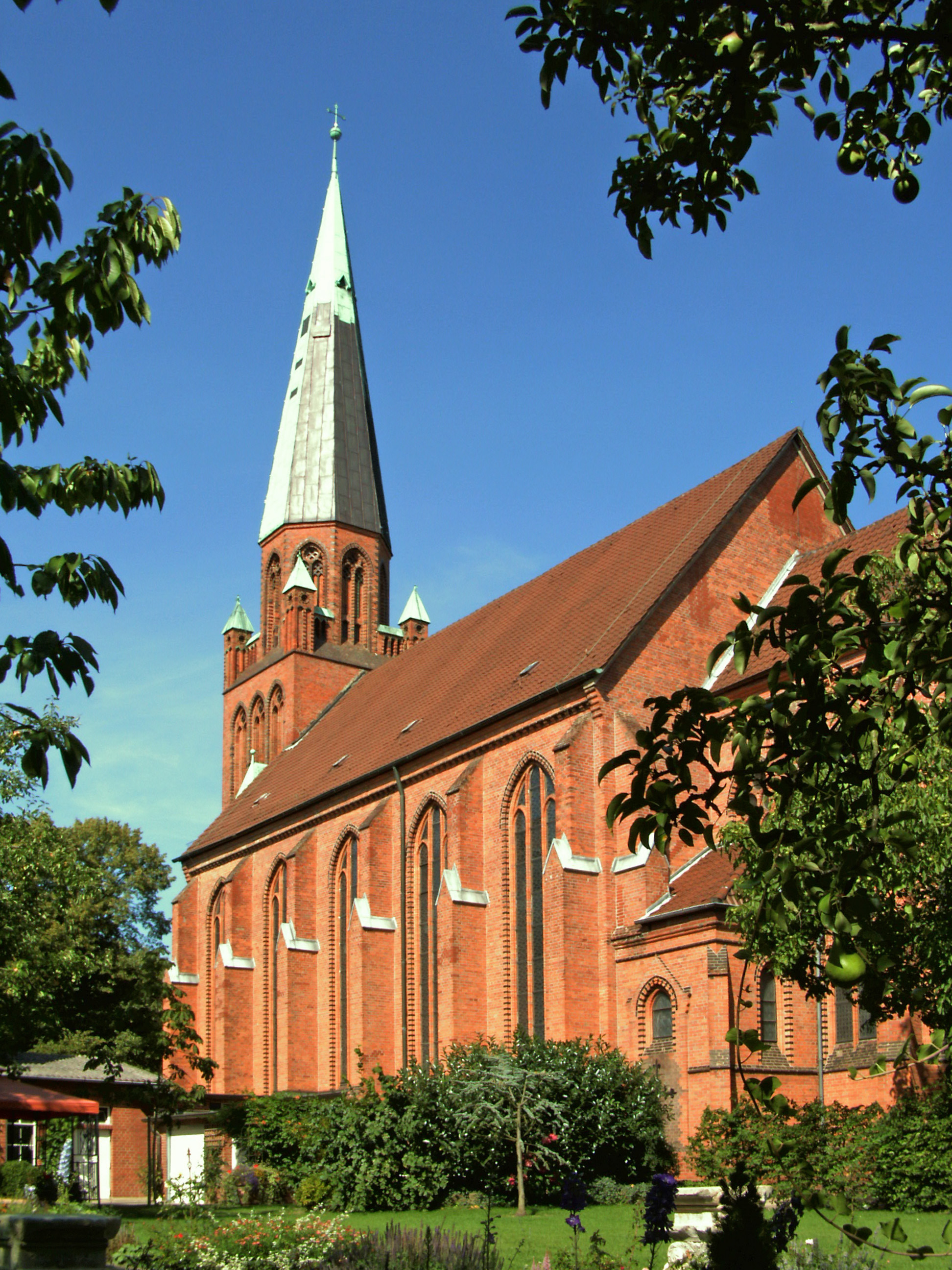
Pfarrkirche Zu den heiligen Engeln (Peine)

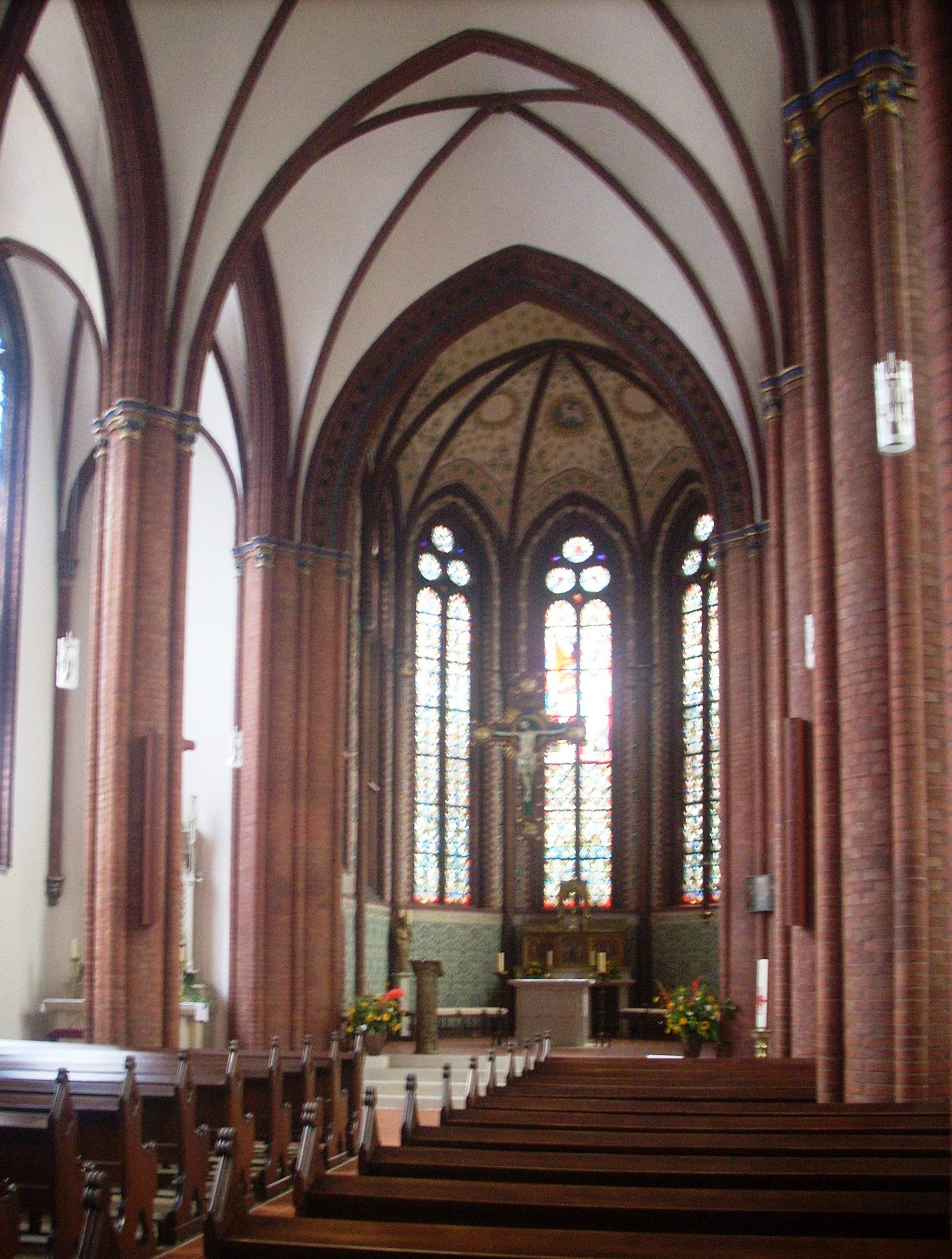
Inneres (2011)

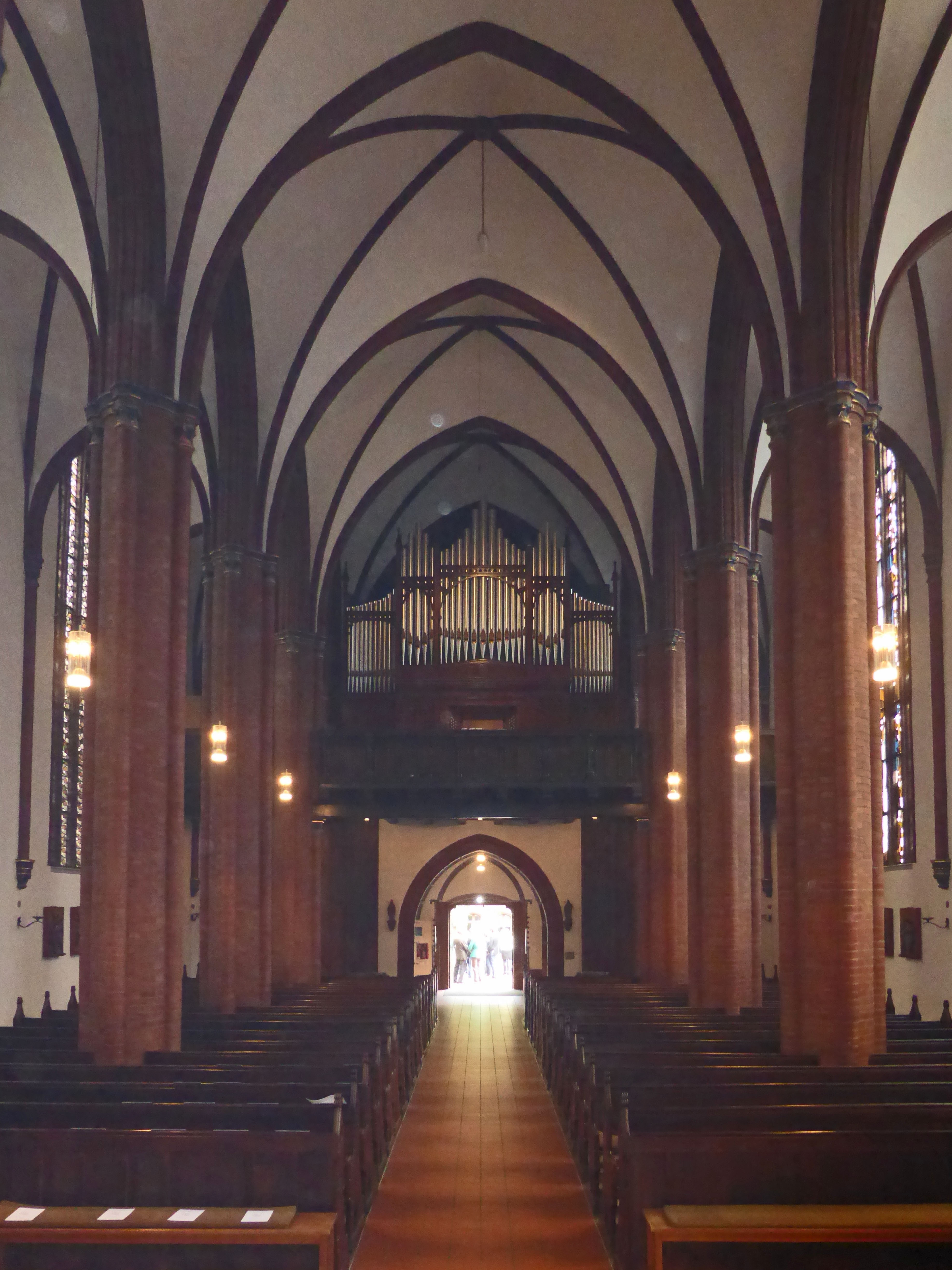
Blick zur Orgelempore

Hl. Engel oder Zu den heiligen Engeln ist das Patrozinium der katholischen Pfarrkirche von Peine (Von-Ketteler-Platz 1). Ihre gleichnamige Pfarrgemeinde gehört zum Dekanat Braunschweig im Bistum Hildesheim, zu ihr gehören heute auch die katholischen Kirchen in Dungelbeck, Edemissen, Hämelerwald, Telgte und Vöhrum.

## Geschichte
Aufgrund wechselnder Machtverhältnisse im Zeitalter der Konfessionalisierung war Peine seit der Reformation eine lutherische Stadt mit Spuren von bischöflich-hildesheimischen Rekatholisierungsbestrebungen. Zu diesen gehörte das Kapuzinerkloster am Gelände der Burg Peine, das von 1669 bis 1829 bestand und den Einwohnern der Stadt Seelsorge und Gottesdienst bot. Noch bis zu seinem Tod 1832 übernahm der letzte Obere des Klosters die Seelsorge in Peine, ab 1833 übernahmen Diözesanpriester die Tätigkeit in der bereits 1830 neu errichteten Pfarrei zu Peine.
Eine größere Zahl von Katholiken kam erst mit den Migrationsbewegungen im Zuge der Industrialisierung gegen Mitte des 19. Jahrhunderts nach Peine. An der Stelle der zum Abbruch verkauften alten Klosterkirche konnte eine repräsentative neugotische Pfarrkirche errichtet werden. Am 15. Mai 1866 erfolgte ihre Grundsteinlegung, und am 25. März 1868 ihre Konsekration durch Bischof Eduard Jakob Wedekin.
Am 1. November 2006 wurde das Dekanat Peine aufgelöst, seine Kirchengemeinden gehören seitdem zum Dekanat Braunschweig. Zu diesem Zeitpunkt kamen zur Pfarrgemeinde Hl. Engel auch die Kirchen in Dungelbeck, Edemissen, Hämelerwald und Vöhrum hinzu.

## Architektur
Conrad Wilhelm Hase entwarf das in knapp 66 Meter Höhe über dem Meeresspiegel gelegene Gebäude als Hallenkirche mit mächtigem Turm und oktogonalem Chor in Anlehnung an Vorbilder der norddeutschen Backsteingotik. Über dem Portal mit der Inschrift Ecce tabernaculum Dei cum hominibus („Seht, das Zelt Gottes bei den Menschen“) ist ein Relief des Erzengels Michael angebracht (nach dem Krieg im Stil der 1950er Jahre erneuert).

## Ausstattung
Den Inneneindruck der über 280 Sitzplätze umfassenden Kirche bestimmen neben einigen neugotischen Ausstattungsstücken (Bänke und Beichtstühle) die farb- und figurenreichen Fenster. Zwischen Anfang 2009 und September 2010 wurde der Innenraum komplettsaniert, wobei Wert auf stilistische Einheitlichkeit gelegt wurde. Dabei wurde die Altaranlage in der Apsis neu überdacht, der Hochaltar entfernt und ein neuer Zelebrationsaltar aufgestellt, der am 25. September 2010 durch Bischof Norbert Trelle geweiht wurde. Über dem neuen Altar wurde das wertvolle Triumphkreuz (aus dem 13. Jahrhundert) aufgehängt, das vorher im Apsisscheitel über dem Hochaltar gestanden hatte. Unter der Orgelempore zeigen zwei große Statuen die heiligen Antonius von Padua und Franz von Assisi, zwei kleine Statuen Bernward und Godehard.

### Orgel
Zusätzlich zur Innensanierung wurde 2009/2010 eine englisch-romantische Orgel des Orgelbauers Albert Keates, Sheffield als Ersatz für eine aus den 1950er-Jahren stammende Hillebrand-Orgel, eingebaut. Sie stellt damit eine Besonderheit in der Orgellandschaft der Region dar. Im Rahmen der Restaurierungsarbeiten durch die Firma Orgelbau Reinhard Hüfken, Halberstadt, erfolgte die Reparatur der Windladen, Windversorgung und von Teilen des Pfeifenwerks. Im Pedal wurde eine 16'-Posaune ergänzt, um den räumlichen Gegebenheiten Rechnung zu tragen. Der Einbau eines zusätzlichen Manualregisters Tuba 8' ist geplant, der Realisierungszeitraum allerdings noch ungewiss. Das Schleifladen-Instrument aus dem Jahr 1908 verfügt derzeit über 32 Register auf drei Manualen und Pedal. Die Manual- und Register-Trakturen sind mit Ausnahme der Manualregister pneumatisch.
| I Great Organ C–c4 |                     |     |
| 1.                 | Bourdon             | 16′ |
| 2.                 | Large Open Diapason | 08′ |
| 3.                 | Small Open Diapason | 08′ |
| 4.                 | Hohlflöte           | 08′ |
| 5.                 | Prinzipal           | 04′ |
| 6.                 | Harmonic Flute      | 04′ |
| 7.                 | Piccolo             | 02′ |
| 8.                 | Mixture III         |     |
| 9.                 | Trompete            | 08′ |

| II Choir Organ C–c4 |                   |    |
| 10.                 | Open Diapason     | 8′ |
| 11.                 | Dulciana          | 8′ |
| 12.                 | Clarabella        | 8′ |
| 13.                 | Waldflöte         | 4′ |
| 14.                 | Orchestral Oboe 0 | 8′ |
| 15.                 | Vox Humana        | 8′ |
| 16.                 | Clarinet          | 8′ |
|                     | Tremulant         |    |

| III Swell Organ C–c4 |                    |     |
| 17.                  | Lieblich Bourdon 0 | 16′ |
| 18.                  | Open Diapason      | 08′ |
| 19.                  | Viol Di Gamba      | 08′ |
| 20.                  | Voix Celestes      | 08′ |
| 21.                  | Rohrgedackt        | 08′ |
| 22.                  | Gemshorn           | 04′ |
| 23.                  | Mixture III        |     |
| 24.                  | Cornopean          | 08′ |
| 25.                  | Oboe               | 08′ |
|                      | Tremulant          |     |

| Pedal C–f1 |                |         |
| 26.        | Major Bass     | 16′     |
| 27.        | Bourdon        | 16′     |
| 28.        | Echo Bourdon 0 | 16′     |
| 29.        | Quint          | 10 2⁄3′ |
| 30.        | Oktave         | 08′     |
| 31.        | Bassflöte      | 08′     |
| 32.        | Trombone       | 16′     |

- Koppeln: II/I, III/I, III/II, III/III (als Sub- und Superoktavkoppeln), I/P, II/P, III/P

## Herz-Jesu-Kapelle

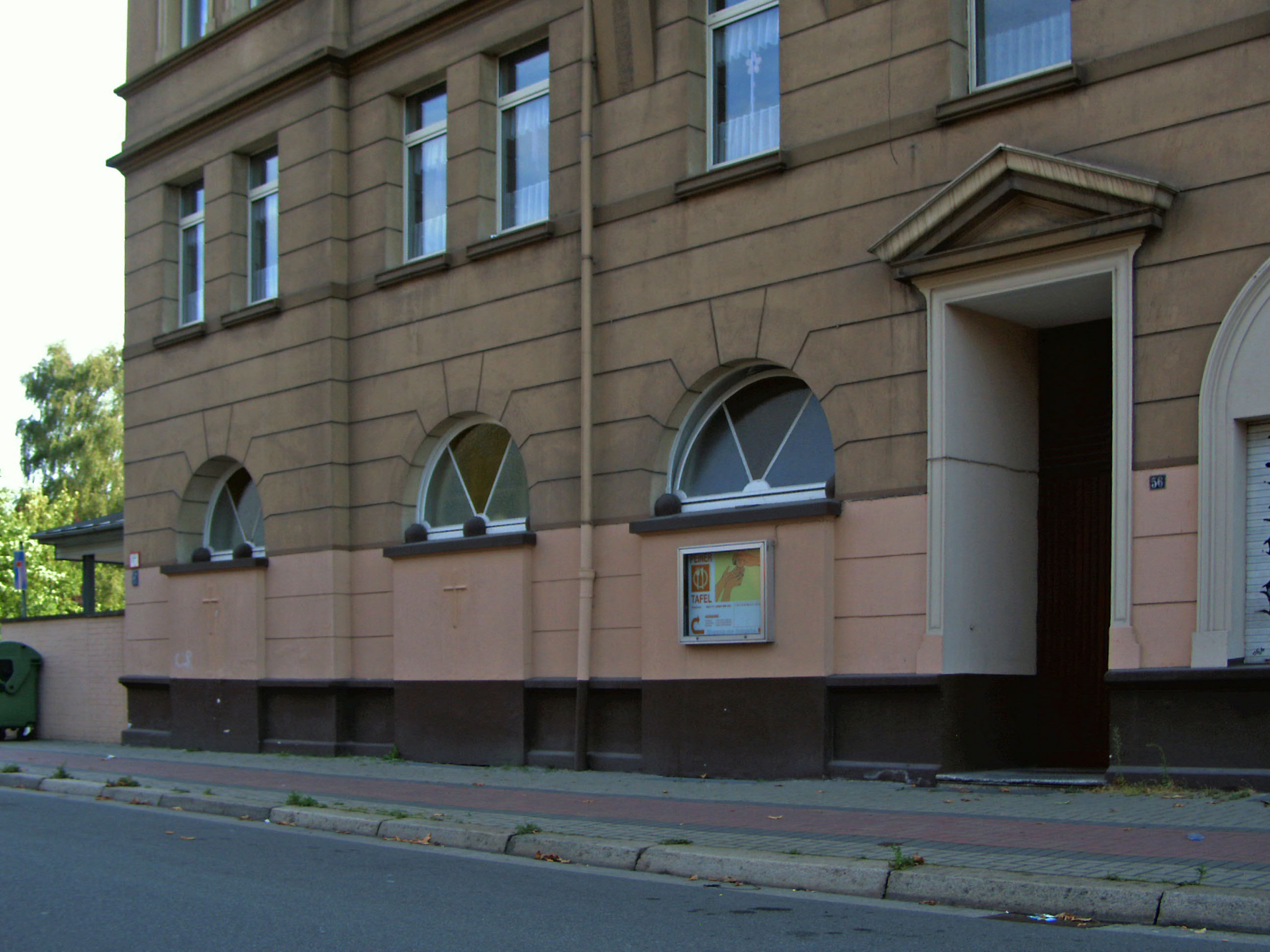
Ehemalige Herz-Jesu-Kapelle (2013)

1920 erwarb der Caritasverband in der Peiner Südstadt (Braunschweiger Straße 56) ein großes Wohnhaus in dem sich auch eine Gastwirtschaft befand. Im Erdgeschoss des Hauses wurde eine Kapelle eingerichtet, sie gehörte zur Pfarrgemeinde Hl. Engel. Am 8. Januar 1923 erfolgte ihre Benediktion im Auftrag des Bischofs von Hildesheim durch den Pfarrer Heinrich Leupke. Am 15. Februar 1925 wurde in der Kapelle eine Herz-Jesu-Statue aufgestellt, und die Kapelle bekam das Patrozinium Herz Jesu. Bereits 1930 wurde die Kapelle umgebaut und vergrößert. In den 1970er Jahren erhielt die Kapelle den Tabernakel, das Kruzifix und den Kreuzweg aus der Telgter St.-Barbara-Kirche.
Im Dezember 2006 erfolgte die Profanierung der Kapelle. Seit Mai 2007 wird der Raum vom evangelisch-lutherischen Kirchenkreis Peine genutzt; dieser betreibt dort die Peiner Tafel, eine Lebensmittelausgabe für Bedürftige.

## Weitere katholische Einrichtungen in Peine
- Kindertagesstätte St. Elisabeth (Schloßstraße 10)
- Burgschule (Grund- und Hauptschule, Burgstraße 4)
- Jugendwerkstatt (für arbeitslose Jugendliche und junge Erwachsene, Wiesenstraße 15)
- Ehe-, Familien- und Lebensberatungsstelle (Am Amthof 3, seit 2022 geschlossen)[3]
- Soziales Kaufhaus (Stederdorfer Straße 28)
- LABORA Möbelshop (Bleicherwiesen 5)
- Friedhof mit St.-Barbara-Kirche (Vöhrumer Straße 5)